# Paolo Bossoni
Paolo Bossoni (San Secondo Parmense, 12 juli 1976) is een Italiaans wielrenner. Hij is de neef van voormalig voetballer en Italiaans international Nicola Berti.
Na afloop van het nationaal kampioenschap, eind juni 2008, werd hij betrapt op het gebruik van epo. Hierop werd hij door de UCI voor twee jaar geschorst.

## Belangrijkste overwinningen
1997
- Milaan-Busseto

1998
- Coppa della Pace

2000
- 6e etappe Ronde van Spanje

2001
- Giro del Lago Maggiore (GP Knorr)
- 1e etappe Brixia Tour

2002
- GP Industria Artigianato e Commercio

2003
- Coppa Sabatini

2006
- Trofeo Città di Castelfidardo

## Resultaten in voornaamste wedstrijden
| Jaar | Ronde van Italië | Ronde van Frankrijk | Ronde van Spanje |
| ---- | ---------------- | ------------------- | ---------------- |
| 2000 |                  |                     | 88e (1)          |
| 2001 | 104e             |                     |                  |
| 2002 |                  | opgave              | 96e              |
| 2003 |                  | 134e                |                  |
| 2004 |                  |                     |                  |
| 2005 |                  |                     |                  |
| 2006 |                  |                     |                  |
| 2007 |                  | 95e                 |                  |
| 2008 | buiten tijd      |                     |                  |

| Jaar | Milaan-San Remo | Gent-Wevelgem | Ronde van Vlaanderen | Amstel Gold Race | Parijs-Brussel | Parijs-Tours | Cyclassics Hamburg |  | Wereldranglijsten |
| ---- | --------------- | ------------- | -------------------- | ---------------- | -------------- | ------------ | ------------------ |  | ----------------- |
| 2000 | 141e            |               |                      |                  |                |              |                    |  |                   |
| 2001 | 49e             |               | 70e                  |                  | 19e            | 34e          |                    |  |                   |
| 2002 | 9e              | 58e           |                      |                  |                | 44e          | 49e                |  | 32e (UWB)         |
| 2003 | 46e             |               |                      | 75e              |                | 56e          | 39e                |  |                   |
| 2004 | 123e            |               | 114e                 | 88e              |                | 32e          | 10e                |  |                   |
| 2005 |                 |               |                      |                  |                | 89e          |                    |  |                   |
| 2006 |                 |               | 49e                  |                  | 8e             |              |                    |  |                   |
| 2007 |                 |               |                      |                  |                | 73e          |                    |  | 238e (UPT)        |
| 2008 |                 | 142e          |                      |                  |                |              |                    |  |                   |